# Alucita huebneri
Alucita huebneri is een vlinder uit de familie waaiermotten (Alucitidae). De wetenschappelijke naam is voor het eerst geldig gepubliceerd in 1859 door Wallengren.
De soort komt voor in Europa.